# Kelcy Warren

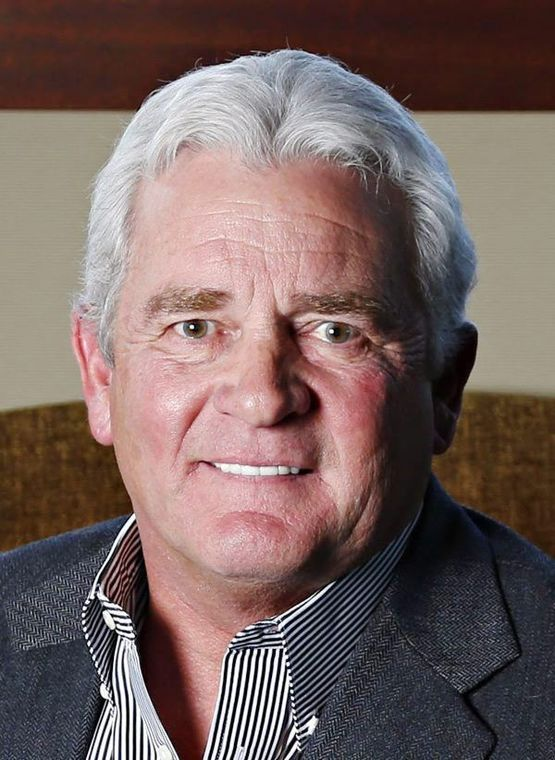
Kelcy Warren, 2017

Kelcy L. Warren (* 9. November 1955 in Gladewater, Texas) ist ein US-amerikanischer Bauingenieur, Milliardär, Lobbyist und Gründer und CEO von Energy Transfer Partners sowie Aufsichtsratsvorsitzender von Energy Transfer Equity. Die Unternehmen aus Dallas stehen hinter dem hochumstrittenen Projekt der Dakota Access Pipeline (DAPL) im US-Bundesstaat North Dakota.

## Leben
Kelcy Warren, der 1955 geboren wurde, wuchs in der Kleinstadt White Oak im Osten von Texas auf. Er studierte Bauingenieurwesen an der University of Texas in Arlington. Nach Ende seines Studiums 1978 war er in der Gas-Industrie beschäftigt. Von 1981 bis 1992 arbeitete Warren für die Endevco Inc., eine Erdgas-Förderfirma. In der Firma hatte er mehrere unterschiedliche Führungspositionen inne, darunter Präsident und Chief Operating Officer. Von 1989 bis 1990 war Warren Executive Vice President der Cornerstone Natural Gas Inc und von 1993 bis 1996 ihr Präsident und Chief Operating Officer.
1995 gründete er mit dem Partner Ray C. Davis Energy Transfer. Die Firma kaufte auch das Baseball-Team der Texas Rangers. 2007 wurde Warren Co-CEO und Chairman der Firma. Im Jahr 2012 kauft Warrens Firma das Unternehmen Sunoco für 5,3 Milliarden US-Dollar.
2007, im Jahr seines Aufstiegs zum CEO seiner Firma, gründete er das Musiklabel Music Road Records als unabhängiges Label mit Sitz in Austin. Zudem gründete er die Charity-Organisation Cherokee Crossroads, die sich durch das jedes Jahr im Mai stattfindende Cherokee Creek Music Festival finanziert. Cherokee Crossroads finanziert Kinder- und Jugendarbeit sowie Community-Organisationen.
Das Wirtschaftsmagazin Forbes schätzte Warrens Vermögen im September 2017 auf 4,3 Milliarden US-Dollar und setzt ihn damit auf Platz 86 der Liste der reichsten US-Amerikaner. Bloomberg taxiert Warren auf der Liste der reichsten Menschen der Welt auf Platz 405. Der Großteil seines Vermögens beruht auf seinem achtzehnprozentigen Anteil an Energy Transfer Equity.
Warren ist nach zwei Scheidungen heute verheiratet und hat einen Sohn, Klyde. Kelcy Warren lebt in Preston Hollow in Dallas.

## Lobbying
Warren unterstützte als Privatperson und über seine Firmen die Wahlkampagnen von mehrheitlich republikanischen Politikern auf Bundesstaaten- wie auf Landesebene mit mehreren Millionen US-Dollar. Er förderte die Präsidentschafts-Kampagne von Rick Perry mit 500.000 USD. Nach den Vorwahlen im Jahr 2016 unterstützte er das Wahlkampfteam von Donald Trump mit mindestens 100.000 USD. Nur vier Tage nach dessen Wahl zum US-Präsidenten unterzeichnete Trump ein Dekret, um den Bau der von Protesten begleiteten DAPL zu beschleunigen. Damit widerrief er die Entscheidung seines Vorgängers Barack Obama vom Dezember 2016, den Bau der Pipeline vorerst zu stoppen.
Auf bundesstaatlicher Ebene gehört Warren zu den großen Förderern des texanischen Gouverneurs Greg Abbott. Seit 2013 unterstützte Warren laut der texanischen Zeitung Austin American-Statesman den republikanischen Politiker mit insgesamt 500.000 USD. Abbott berief Warren 2015 in die staatliche Texas Parks and Wildlife Commission.
Warrens Firma Energy Transfer Partners spendete 300.000 USD an Kandidaten für das Unterhaus und den Senat.